# Große Sultan-Qabus-Moschee
Die Große Sultan-Qabus-Moschee (arabisch جامع السلطان قابوس الأكبر, DMG Ǧāmiʿ as-Sulṭān Qābūs al-akbar) ist die Hauptmoschee in Oman. Sie gilt als eines der wichtigsten Bauwerke des Landes und als eine der weltweit größten Moscheen.
Die Errichtung der Anlage wurde 1992 von Sultan Qabus beschlossen. Nach einem beschränkten Architekturwettbewerb wurde 1995 mit den Bauarbeiten begonnen, die 2001 mit der feierlichen Eröffnung abgeschlossen werden konnten. Sie trägt seitdem den Namen des Erbauers.
Der Gesamtkomplex wurde aus 300.000 Tonnen indischem Sandstein errichtet und überbaut insgesamt 4 ha. Er besteht aus einer großen Männergebetshalle, einer kleineren Frauengebetshalle, fünf Minaretten (sie symbolisieren die fünf Säulen des Islams), zwei großen Bogengängen (arab. Riwaqs), einem islamischen Informationszentrum sowie einer Bibliothek.

## Baugeschichte

Hauptminarett und Riwaq (Bogengang) der Große Sultan-Qabus-Moschee vom äußeren Sahn aus betrachtet

Sultan Qabus beschloss 1992 den Bau einer omanischen Zentralmoschee. Ziel des Bauprojekts war die Errichtung der größten Freitagsmoschee in Oman und die Schaffung eines Zentrums zur Verbreitung der islamischen Religion ibaditischer Ausrichtung, das der Förderung islamischer Literatur und Kultur dienen sollte.
Daraufhin wurde 1993 vom königlichen Hof (engl. Diwan of Royal Court) ein beschränkter Architekturwettbewerb ausgeschrieben. Hierzu wurden neun renommierte Architekturbüros eingeladen. Unter den neun eingereichten Arbeiten wurde der Gemeinschaftsentwurf des Architekten Mohammed Saleh Makiya vom Büro Makiya Associates und den Architekten des Büros Quad Design (beide in London ansässig) als Sieger gekürt.
Als Standort wurde ein 41,6 ha großes Areal im Gemeindegebiet (arab. Niyaba) von al-Ghubra im Verwaltungsbezirk (arab. Wilaya) Bawshar im Gouvernement (arab. Muhafaza) Maskat gewählt. Die Lage der Moschee an der Hauptstraße zwischen Maskat und Sib wurde bewusst wegen der guten Verkehrsanbindung im Zentrum der Muscat Capital Area gewählt. Außerdem können die vielen Vorbeifahrenden auf dieser wichtigen Transitroute die Moschee gut vom Auto aus sehen.
Im Frühjahr 1995 wurde mit den Bauarbeiten begonnen. Als Generalunternehmer wurde die Carillion Alawi LLC beauftragt. Zunächst wurde der Baugrund der omanischen Bautradition entsprechend über Straßenniveau aufgeschüttet, um der Moschee einen erhabenen Platz zu sichern. Der eigentliche Bau dauerte sechs Jahre. Die Moschee konnte schließlich am 4. Mai 2001 feierlich durch Sultan Qabus eingeweiht werden, die seitdem seinen Namen trägt.
Die Baukosten wurden ursprünglich mit 18 Mio. omanische Rial kalkuliert; dies entspricht ca. 47 Mio. US-$ bzw. 33 Mio. €. Allerdings werden die tatsächlichen Baukosten auf mindestens das Doppelte geschätzt.

## Beschreibung

### Exterieur
Man betritt die Moschee von Süden her durch einen hohen Bogen, auf dem auf der linken Seite in Arabisch „Große Moschee“ und auf der anderen Seite Texte aus dem Koran zu lesen sind. In der Sichtachse stehen zwei weitere hohe Bögen, die – zusammen mit den in der Pflasterung eingelassenen dunklen Marmorstreifen – perspektivisch auf das 91,5 m hohe Hauptminarett zulaufen. An den vier Ecken des Geländes erheben sich vier weitere Minarette mit jeweils 45 m Höhe. Neben dem Haupteingang existiert auch ein spezieller Eingang für Frauen, der allerdings nur während der Gebetszeiten geöffnet ist.
Direkt nach dem Haupteingang befindet sich rechter Hand die dreigeschossige öffentliche Bibliothek mit rund 20.000 Bänden zu unterschiedlicher Fachrichtungen; zum Beispiel sind dort Bücher zum Islam, aber auch zu Naturwissenschaften zu finden. Auf der linken Seite befindet sich das Islamische Informationszentrum (englisch: Islamic Information Centre) mit einer Veranstaltungshalle mit 300 Sitzplätzen. Hier werden jeden zweiten Sonntag Vorträge über den Islam in englischer Sprache angeboten.
Nach den beiden Gebäuden verläuft die ersten Riwaq (Bogengang) quer in West-Ost-Richtung, an deren beiden Enden sich jeweils ein Minarett erhebt; die zweite Riwaq verläuft parallel dazu auf der Nordseite. In beiden Riwaqs befinden sich insgesamt zwölf verschiedene Nischen, die unterschiedlich in Marmor, Keramik oder als Mosaik ausgeführt sind. Auf Hinweistafeln finden sich Informationen über den verwendeten Baustil, der geographischen Region, in dem dieser Baustil entstanden bzw. überwiegend verwendet wurde und eine Zeitangabe, in welche Epoche dieser Baustil einzuordnen ist. Im nördlichen Riwaq befindet sich beispielsweise Nischen, die Motive aus Oman und der arabischen Halbinsel aufgreifen oder byzantinische Ornamente zeigen. Im südlichen Riwaq werden unter anderem Mosaike des indischen Islam und des Hijaz-Stammes gezeigt. Außerdem befinden sich in den Riwaqs die Waschräume für die Männer auf der linken und die der Frauen auf der rechten Seite. Sie dienen den rituellen Waschungen Wudū' vor dem Gebet.
Geht man weiter nordwärts durch den zweiten hohen Bogen gelangt man in einen quadratischen Vorhof. An der linken Seite des Vorhofes befinden sich die Eingangsportale zur Männergebetshalle. Geht man nach rechts, gelangt man zu einem Innenhof, dem sogenannten inneren Sahn, der für das Gebet im Freien vorgesehen ist. Daran schließt sich die Frauengebetshalle an. Die Freifläche rund um die Moschee wird äußerer Sahn genannt, der ebenfalls zusätzliche Gläubige während des Freitagsgebets aufnehmen kann. Der gepflasterte Außenbereich bietet insgesamt Platz für 8.000 Betende. Rechnet man zu den Gebethallen alle weiteren Innenhöfe und Wandelgänge hinzu, beträgt die Gesamtkapazität der Anlage 20.000 Gläubige.

Gesamtansicht des Moscheekomplexes von der Nordseite
Süd-Eingang mit Blick auf die Kuppel und das Hauptminarett
Sichtachse vom Haupteingang zum Hauptminarett
Riwaq (Bogengang)
Innerer Sahn
Äußerer Sahn

### Interieur
Die große Männergebetshalle ist quadratisch angelegt und misst im Außenmaß 74,4 m × 74,4 m. Sie bietet Raum für 6.500 Gläubige. Man kann die Halle durch eine der drei großen Eingangstüren betreten. Die Holztüren sind handgeschnitzt und reich verziert.
Der darin verlegte 4293,45 m² große Gebetsteppich (70,50 m × 60,90 m) gilt als ein Meisterwerk iranischer Teppichknüpfkunst. Die Herstellung dieses handgeknüpften Teppichs führte an die Grenzen des technisch Machbaren. Für diese Größe existieren keine Knüpfstühle. Daher musste der Teppich in mehreren, musterkonformen Einzelteilen gefertigt werden. Geknüpft wurden diese in Nischapur in der ostiranischen Provinz Razavi-Chorasan. Sechshundert Knüpferinnen waren drei Jahre lang in jeweils zwei Schichten mit der Herstellung der Einzelteile beschäftigt. Dabei wurden insgesamt 1,7 Milliarden Knoten um die Baumwollkette geschlungen. Anschließend wurden die Einzelteile nach Maskat transportiert und vor Ort zusammengenäht. Dies nahm vier weitere Monate in Anspruch. Insgesamt wiegt der Teppich 22 Tonnen. Ein Preis wurde nicht bekannt gegeben, im Jahr 2000 aber auf 5,2 Mio. US-Dollar (etwa 5,5 Mio. Euro) geschätzt. Bis zur Einweihung der Scheich-Zayid-Moschee mit seinem 5.625 m² großen und 47 Tonnen schweren Gebetsteppich war er der größte Teppich der Welt. Die iranischen Designer entwarfen ein klassisches Muster, dessen Ornamentik von der Safawiden-Epoche inspiriert ist und zeigt klassische Motive Isfahans. Das Rundmedaillon liegt passgenau im Rund der Zentralkuppel, dessen Deckenfarben sich in den achtundzwanzig abgestimmten Pflanzentönen des Teppichkolorits wiederfinden. Nichtgläubige dürfen den Gebetsteppich nicht betreten. Daher – und zur Schonung des kostbaren Gewebes – ist während der Besichtigungszeiten auf dem Teppich ein blauer Läufer verlegt, den man nicht verlassen darf.
Die reich mit Kalligrafien und Arabesken verzierte Holzdecke stellt das optische Gegenstück zum Teppich dar. Über dem Raum wölbt sich eine 50 m hohe Kuppel, in deren Mitte einer der größten Lüster der Welt hängt. Seine Grundkonstruktion besteht aus vergoldetem Metall. Er misst 8 × 14 m, trägt 1.122 Lampen, ist reich mit Swarovski-Kristallen behängt und wiegt 8 Tonnen. Gefertigt wurde der Lüster von der Firma Faustig (Deutschland/Italien). Zur weiteren Beleuchtung sind daneben elf weitere Kristalllüster aufgehängt worden.
Der Gebetssaal für Frauen kann 750 Gläubige aufnehmen und fällt vergleichsweise bescheiden aus. Da Männer während des Gebets im Frauengebetsraum nicht anwesend sein dürfen, wird das Freitagsgebet vom Hauptgebetsraum auf die Videoleinwand direkt in den Saal übertragen. Die beiden Säle haben nur die großen Uhren aus 14-karätigem Gold gemeinsam. Das Gebäude wird von sechs kleineren Kuppeln überkrönt. Zur Innenausstattung gehören auch neun vergoldete Kristallleuchter im ottomanischen Stil.

### Außenanlagen
An die Moschee ist eine Madrasa (englisch: Institute of Islamic Sciences) angegliedert. Diese verfügt auf dem Gelände neben Unterrichtsräumen auch über ein Wohnheim. Hier wird die ibaditische Richtung des Islam unterrichtet. Sie befindet sich südlich des Moschee-Komplexes. In der Umgebung der Moschee wurden Parkplätze angelegt. Außerdem wurden dort viele Palmen angepflanzt, um die unmittelbare Umgebung der Moschee zu begrünen.

## Besichtigung
Die Moschee kann von Nichtmuslimen von Samstag bis Donnerstag jeweils von 8 bis 11 Uhr besichtigt werden. Der Eintritt ist seit 2025 kostenpflichtig. Dabei ist zu beachten: Frauen müssen ihr Haar mit einem Kopftuch bedecken, von Männern werden lange Hosen sowie ein Hemd mit zumindest kurzen Ärmeln erwartet, Kinder unter 10 Jahren sind von der Besichtigung ausgeschlossen - so steht es jedenfalls auf den Schildern; in der Praxis scheint man dieses Verbot locker zu handhaben. Essen und Trinken ist auf dem Gelände untersagt; Rauchen ebenso. Vor Betreten der großen Männergebetshalle müssen die Schuhe ausgezogen werden, die in den dafür vorgesehenen Schuhregalen vor dem Eingang der Gebetshalle verstaut werden können.